# شارل بیلو
شارل بیلو (فرانسوی: Charles Bilot‎; ۱۰ مارس ۱۸۸۳ – ۱۷ سپتامبر ۱۹۱۲) بازیکن فوتبال اهل فرانسه بود.
از باشگاه‌هایی که در آن بازی کرده‌است می‌توان به اشاره کرد.
وی همچنین در تیم ملی فوتبال فرانسه بازی کرده‌است.